# 魚津バイパス
魚津バイパス（うおづバイパス）は、富山県魚津市江口から住吉に至る、国道8号のバイパスである。魚津市内の国道8号の混雑解消を目的に建設された。
全線開通当初は全線暫定2車線であったが、2015年6月26日以降は全線4車線で供用されている。

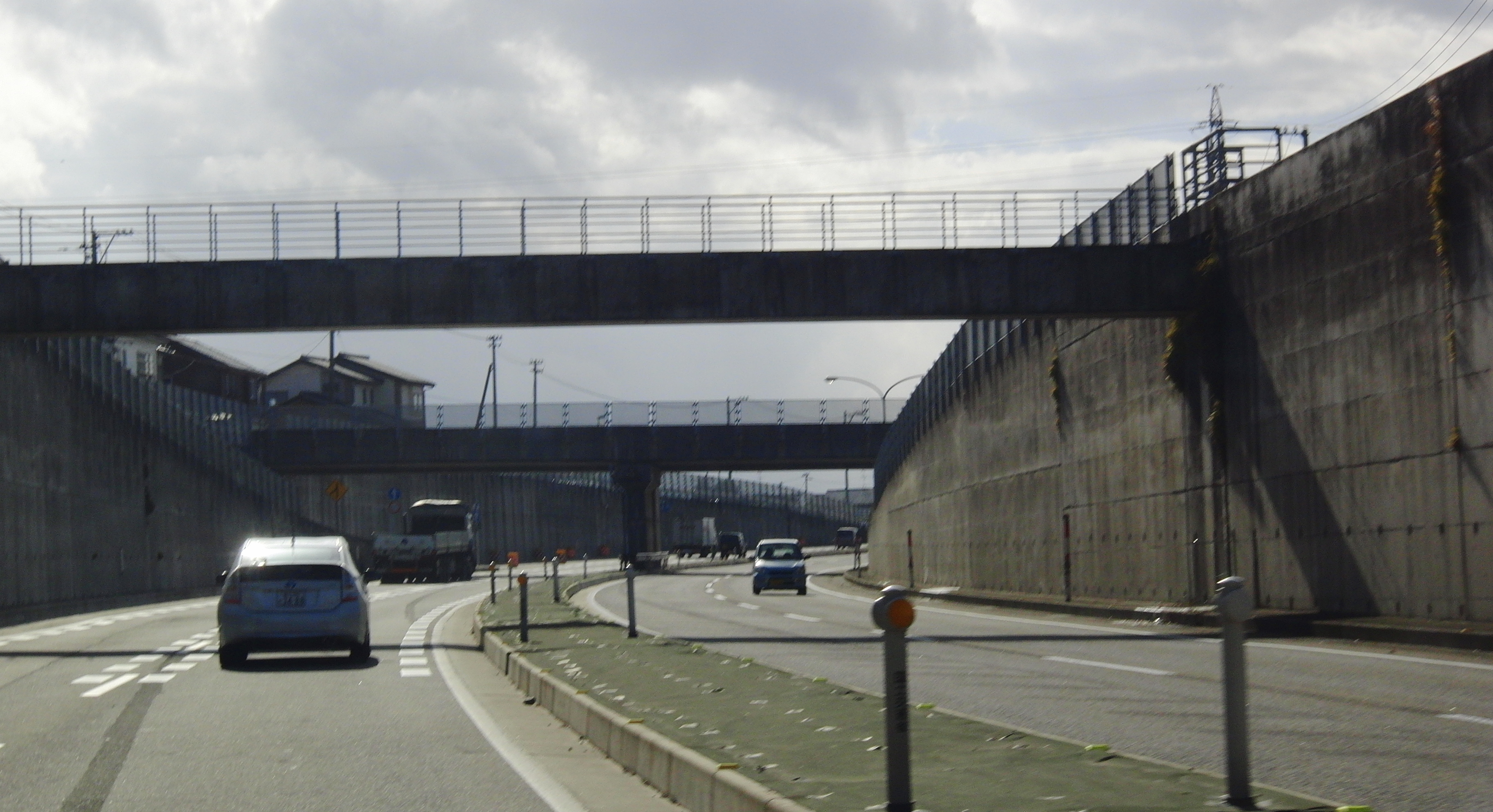
国道8号線 魚津バイパス（本江付近）

## 概要
- 起点：富山県魚津市江口
- 終点：富山県魚津市住吉
- 全長：4.06km[3]
- 道路幅員：28m[3]
- 車線数：4車線

## 沿革
- 1973年度：調査開始[3]
- 1979年4月：事業化[4]
- 1980年1月17日：都市計画決定[3]
- 1982年度：用地買収に着手[3]
- 1985年
  - 10月中旬：着工[5]
  - 11月21日：魚津市総合体育館前にて工事の安全祈願祭を挙行[5]
- 1988年12月9日：吉島 - 本江の0.9km区間が部分開通[1][6]
- 1994年
  - 3月31日：江口 - 吉島の1.36km区間が部分開通[7]
  - 10月28日：本江 - 住吉間1.8kmが開通し、全線暫定2車線にて供用開始[1][8]
- 2008年3月24日：友道 - 住吉を4車線化[9]
- 2008年12月19日：吉島西 - 友道の1.4kmを4車線化[3]
- 2015年6月26日：江口 - 吉島西を4車線化。これを以て全線4車線化完了[2]

## 主な交差点
- 上側が起点側、下側が終点側。左側が上り側、右側が下り側。
- 交差する道路は、県道以上の道路および立体交差をするもしくは立体交差をする計画の道路。特記がないものは市町道。

| 交差する道路など                          | 交差する道路など                  | 交差する場所 | 交差する場所 | 交差する場所       | 備考                                             |
| ----------------------------------------- | --------------------------------- | ------------ | ------------ | ------------------ | ------------------------------------------------ |
| 入善黒部バイパス 国道8号 黒部・糸魚川方面 |                                   |              |              |                    |                                                  |
| 富山県道135号富山滑川魚津線               | 富山県道150号魚津入善線           | 魚津市       |              | 江口               | 分岐する県道135号、県道150号ともに旧国道8号      |
| 富山県道128号阿弥陀堂魚津停車場線         | 富山県道128号阿弥陀堂魚津停車場線 | 魚津市       | 吉島西       | 魚津駅方面         |                                                  |
| 富山県道52号石垣魚津インター線            | 富山県道52号石垣魚津インター線    | 魚津市       |              | 本江東             |                                                  |
| 富山県道332号大海寺新本町線               | 富山県道332号大海寺新本町線       | 魚津市       |              | 友道東             |                                                  |
| 富山県道33号金山谷田方町線                | 富山県道33号金山谷田方町線        | 魚津市       | 角川大橋     |                    | 黒部方面からの流出、富山方面への流入のみ間接接続 |
| 住吉方面                                  | 新川文化ホール方面                | 魚津市       |              | ミラージュホール前 | 終点のため便宜的に記載                           |
| 魚津滑川バイパス 国道8号 富山・高岡方面   |                                   |              |              |                    |                                                  |

## 接続するバイパスの位置関係
（京都方面）魚津滑川バイパス -  魚津バイパス - 入善黒部バイパス（新潟方面）